# Барвниця грушева
Барвниця грушева, сонцевик рябий (Nymphalis polychloros L.), канчатець лісовець, канчатець пестряк, русалка садівничка  — метелик родини сонцевики. Гусінь пошкоджує грушу, вишню, черешню, берест та інші культури.

## Опис
Великий цегляно-червоний метелик з чорними плямами на крилах. З нижнього боку крила темно-бурого кольору з білою крапкою. Розмах крил 50-55 міліметрів. Гусениця синювато-чорна, з іржаво-бурою поздовжньою смужкою на спині і двома такими самими смужками по боках. Все тіло гусениці вкрите довгими твердими розгалуженими жовтими шипами (колючками). Голова чорна. Довжина дорослої гусениці 45 мм. Лялечка (звичайно висить на павутині вниз головою) кутаста, з шипиками на голові і перламутровими плямами на спині, жовтувато-сіра, завдовжки 25 мм. Статевий диморфізм невиразний.

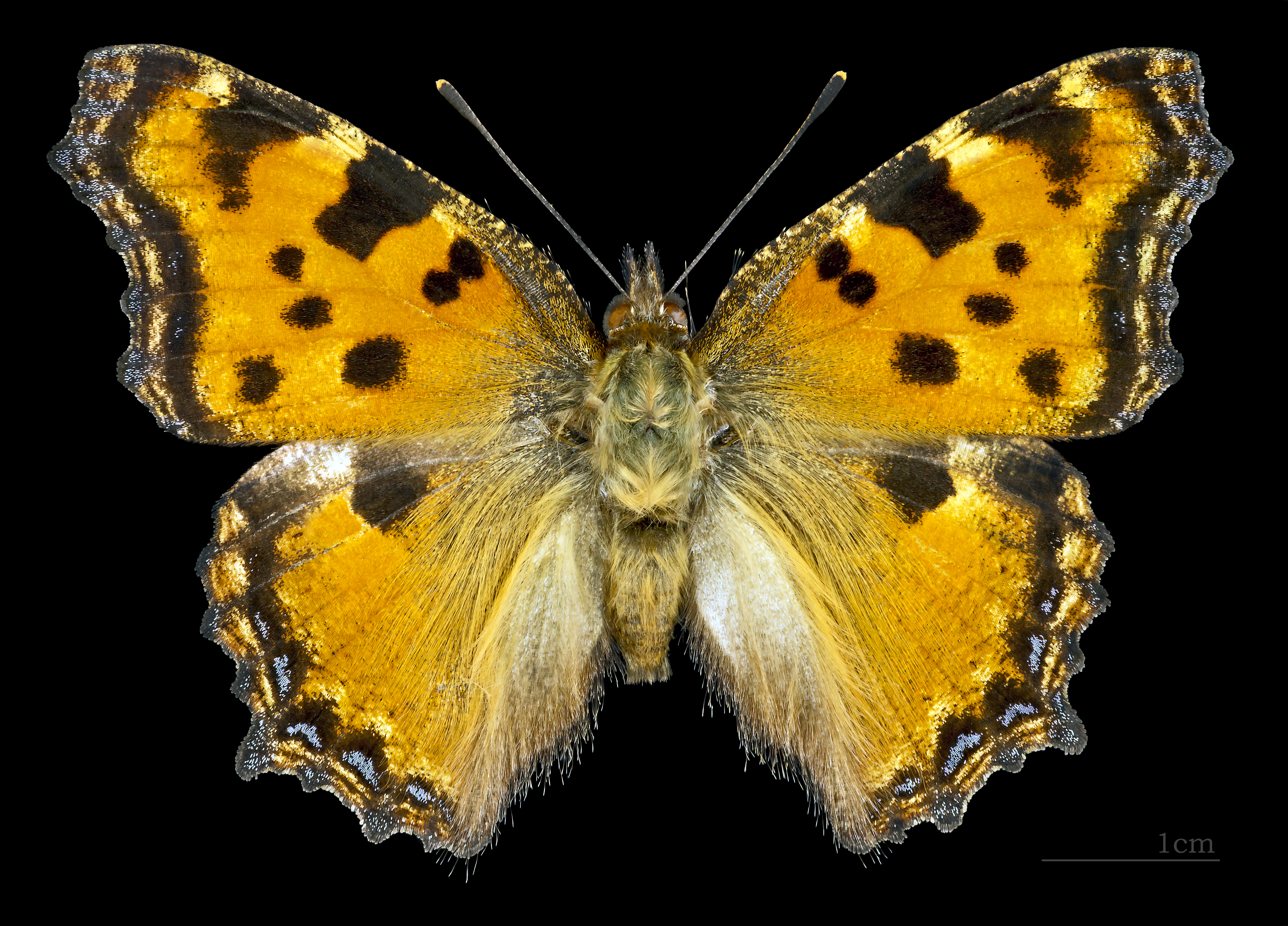
♂
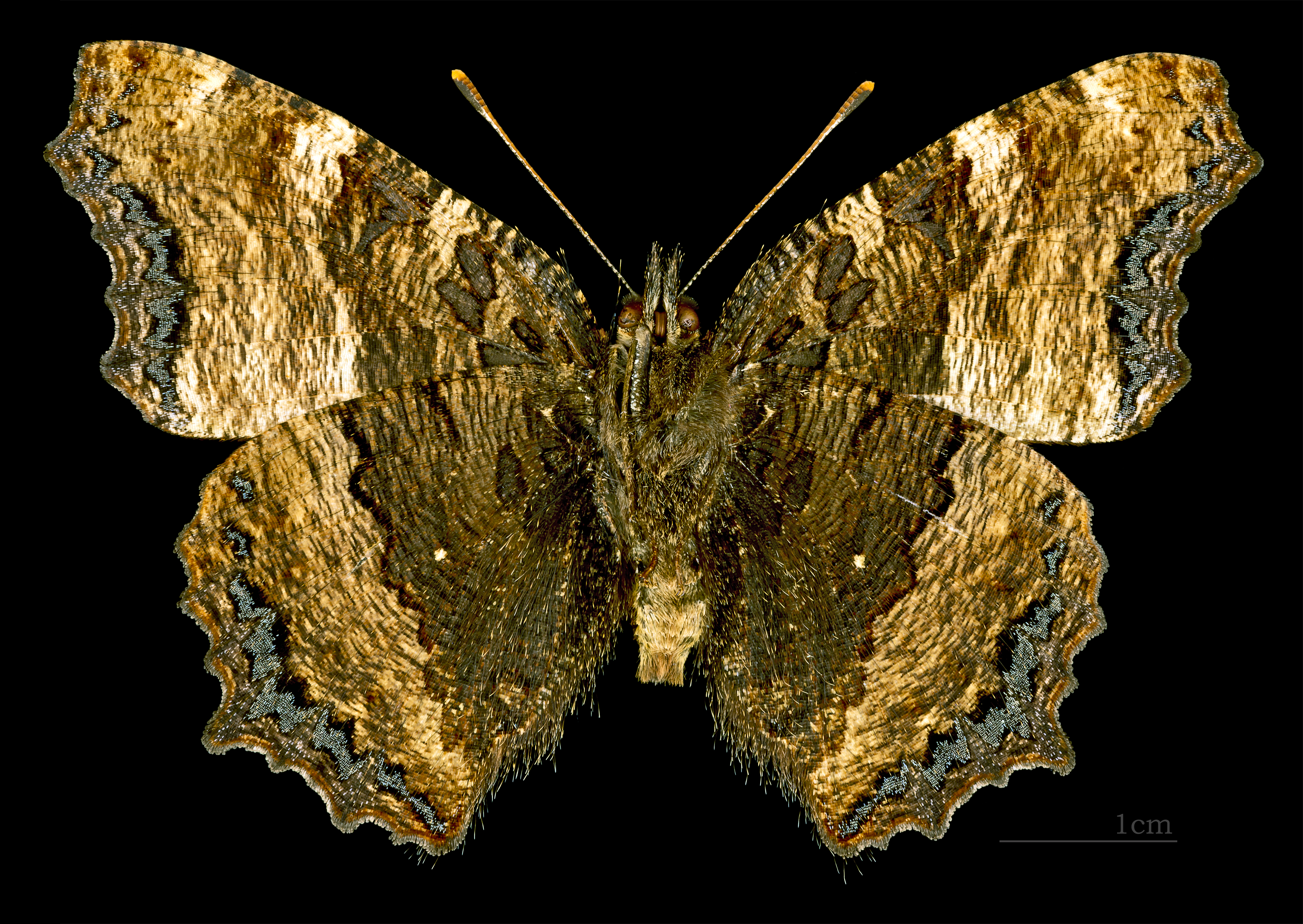
♂ △

## Поширення
Західна Палеарктика,крім північних частин. В Україні повсюдно, крім степів, солончаків та інших безлісних ландшафтів, куди однак може мігрувати.

## Спосіб життя
Зимує барвниця у стадії метелика. Навесні він відкладає яйця на гілки, розташовуючи їх суцільним шаром на корі. Яйця бурі, ребристі, майже кулясті. У кожній яйцекладці буває від 50 до 150 яєць. З них виходять гусениці, які живуть цілими виводками (колоніями), обідаючи листя та обплітаючи гілки павутиною. За зовнішнім виглядом характер пошкоджень нагадує пошкодження гусеницями кільчатого шовкопряда. Гусениці заляльковуються на різних предметах, залишаючи місця живлення. За рік розвивається одна генерація. Барвниця дуже поширена в Україні. Шкодить в садах, парках і полезахисних лісових смугах. 
Період льоту від липня по кінець травня наступного року (у Карпатах по початок червня).
Кормові рослини: осика, тополі, карагач, верби, черешні, сливи, черемха звичайна, груші, яблуні, берека, глід одноматочковий.

## Цікаві факти
- 2018 року цей вид метеликів оголошено в Німеччині метеликом року.